# 木下歌織
木下 歌織（きのした かおり、1990年3月10日 - ）は、テレビ信州のアナウンサー。

## 来歴・人物
岩手県釜石市出身。岩手県立盛岡第一高等学校、慶應義塾大学法学部卒業後、2013年静岡放送の子会社であるSBSメディアビジョンにテレビキャスター（静岡放送の番組専属）として入社。2014年4月から2016年3月までの2年間、NHK福島放送局にて契約キャスターとして勤務。2016年4月テレビ信州に転籍。
2024年3月に気象予報士登録。

## 現在の出演番組
- ゆうがたGet! - コーナー担当（2019年4月 - 2021年5月、2022年6月 - 2025年3月）、気象予報士（2025年3月31日 - ）
- TSBニュース

## 過去の出演番組
静岡放送時代
- Soleいいね!（2013年4月 - 2014年3月）- アシスタント [4]
- 岡本信人の道草旅 掛川なるほど発見（2013年11月4日）

NHK福島放送局時代
- はまなかあいづToday（2014年4月 - 2016年3月）

テレビ信州時代
- 報道ゲンバ Face（2016年4月 - 2019年3月） - キャスター
- 奥さまはホームドクター（2019年4月 - 2021年3月） - MC
- 医師会だより（2019年4月 - 2021年3月） - MC

## 関連人物
- 今井友理恵 - 元石川テレビ放送アナウンサー。高校・大学の後輩にあたる。
- 小笠原舞子 - 元札幌テレビ放送アナウンサー。同上
- 熊谷望那 - 東北放送アナウンサー。高校の後輩にあたる。
- 釜井美由紀 - 元テレビユー福島アナウンサー。大学の後輩にあたる。
- 川又智菜美 - 元山陽放送アナウンサー、現フリーアナウンサー。同上
- 梅澤廉 - 日本テレビアナウンサー。同上
- 中川安奈 - NHKアナウンサー。同上